# Chelsea Light Moving
Chelsea Light Moving war eine Rockband aus New York. Sie wurde 2012 nach Auflösung von Sonic Youth  von deren Gitarristen und Sänger Thurston Moore gegründet. Zu den Gründungsmitgliedern gehörten weiterhin die Bassistin und Multiinstrumentalistin Samara Lubelski, Schlagzeuger John Moloney (Sunburned Hand of the Man) und Gitarrist Keith Wood (Hush Arbors).
Ihr einziges Album Chelsea Light Moving erschien 2013 bei Matador Records. Die Band löste sich zwei Jahre später auf.